# Hable con ella
Hable con ella (bra: Fale com Ela; prt: Fala com Ela) é um filme espanhol de 2002, escrito e realizado por Pedro Almodóvar.

## Sinopse
Em Madri vive Benigno Martin (Javier Cámara), um enfermeiro cujo apartamento fica diante da academia de balé comandada por Katerina Bilova (Geraldine Chaplin). Ele fica na janela da sua casa vendo com especial atenção uma das estudantes de Katerina, Alicia Roncero (Leonor Watling). Quando Alicia é ferida em um acidente de carro, acaba internada no hospital onde ele trabalha. Benigno cuida dela, em coma, com um cuidado acima do normal. Ele acaba amigo de Marco Zuluaga (Darío Grandinetti), um jornalista que visita rotineiramente a namorada toureira em estado crítico.

## Elenco
- Javier Cámara como Benigno Martín
- Darío Grandinetti como Marco Zuluaga
- Leonor Watling como Alicia Roncero
- Rosario Flores como Lydia González
- Mariola Fuentes como Rosa
- Geraldine Chaplin como Katerina Bilova
- Elena Anaya como Ángela
- Lola Dueñas como Matilde
- Ana Fernández como irmã de Lydia
- Chus Lampreave como Caretaker
- Paz Vega como Amparo

## Prémios
Oscar 2003
- Venceu na categoria de melhor roteiro original[3]
- Indicado na categoria de melhor diretor[3]

Golden Globe Awards 2003 
- Venceu na categoria de melhor filme estrangeiro[4]